# U.S.D. Zagarolo
Unione Sportiva Dilettantistica Zagarolo là một câu lạc bộ bóng đá Ý đến từ Zagarolo, Lazio.

## Lịch sử
Câu lạc bộ được thành lập vào năm 1968.
Vào mùa hè 2012, sau khi xuống hạng Eccellenza Lazio, câu lạc bộ đã bị giải thể.

## Câu lạc bộ kế thừa
Năm 2012, tiếp tục lịch sử bóng đá của thị trấn, câu lạc bộ Promozione Lazio, ASD Real Torbellamonaca 1970, Tor Bella Monaca frazione của Rome, đã được đổi tên thành ASD Real TBM Zagarolo.
Vào giữa năm 2013, sau khi thăng hạng, đội bóng đã chuyển vị trí và danh hiệu thể thao Eccellenza Lazio cho thành phố Frascati, trở thành ASD Lupa Castelli Romani. Vì giao dịch này, Real TBM Zagarolo đã biến mất một cách hiệu quả khỏi bức tranh toàn cảnh bóng đá Ý.

## Màu sắc và huy hiệu
Màu sắc của đội là toàn màu đỏ sẫm.